# João Ninguém: soldado da Grande Guerra
João Ninguém : soldado da Grande Guerra : impressões humorísticas do C.E.P. da autoria do capitão Meneses Ferreira (autor e ilustrador), remete para o empenho do Corpo Expedicionário Português enviado para França (no qual o autor fora integrado), cujos soldados lutaram na Primeira Guerra Mundial. Foi publicado pela Livraria Portugal-Brasil, com um total de 64 páginas. Pertence à rede de Bibliotecas municipais de Lisboa e é considerado uma "raridade bibliográfica".